# Ferroviário Esporte Clube do Cabo
O Ferroviário Esporte Clube do Cabo, conhecido popularmente como Ferroviário do Cabo, é um clube de futebol profissional brasileiro sediado em Cabo de Santo Agostinho, em Pernambuco. Fundado em 18 de dezembro de 1961, dedicou-se a alguns campeonatos amadores, até se profissionalizar definitivamente, poucos anos depois. O Trinca-ferro — como é conhecido o clube, tem poca tradição no cenário futebolístico de Pernambuco. Campeão da Copa do Interior das Ligas Municipais, que também era conhecido como Terceira Divisão (o equivalente ao terceiro nível do futebol pernambucano), anteriormente o clube foi sediado no município de Bezerros e foi renomeado para Ferroviário Esporte Clube.
Apesar de nunca ter alcançado a elite do futebol pernambucano, esteve perto de quebrar a escrita por três vezes, sendo a última em 2009. Ficou conhecido após ter no comando técnico, Cláudio Adão, um dos principais jogadores do Brasil nas décadas de 1970 e 1980.

## História

### 1961-1999: O início, do amadorismo até a profissionalização
Desde sua fundação em 18 de dezembro de 1961, o Ferroviário do Cabo teve uma boa história no cenário amador, sendo um dos clubes mais vitoriosos dos citadinos do Cabo de Santo Agostinho. O Ferroviário do Cabo, é um dos maiores campeões da Liga Desportiva Cabense, em sua galeria tem um total de 05 títulos, e vários vice-campeonatos, sendo conquistados entre as décadas de 1980 e 1990. Nos anos em que não conquistou o título, o clube sempre permanecia em boas colocações no certame do Cabo, e ao que tudo indicava, o clube estava pronto para alçar voos maiores no futebol estadual.
Com a criação da Copa Intermunicipal de Clubes Campeões Municipais nos anos de 1990 e a partir de 1998, quando passou a dar vaga direta para a Série A2 do Campeonato Pernambucano, dando a chance de qualquer clube se profissionalizar, o Ferrim viu a chance de alçar voos mais altos na era do futebol profissional, vindo a participar da edição dos anos 2000 e vindo a ser campeão e promovido a segunda divisão pernambucana, onde fez campanhas razoáveis.

### 2020-2023: Mudança de sede, retorno pra o Cabo e primeiro rebaixamento estadual
Com dificuldades financeiras e correndo o risco de fechar, o Ferroviário do Cabo firmou parceria com empresários do município de Bezerros. Os empresários Jackson Medeiros e Bruno Soares, firmaram parceria de 10 anos para gerir a equipe, onde também poderia ser estendido por mais 10 anos. O tradicional Ferroviário do Cabo, passaria por repaginação e ser rebatizado pra Ferroviário Esporte Clube ou simplesmente Ferroviário de Bezerros, o Ferroviário também passaria a mandar seus jogos no estádio bezerrense, Tenente Luiz Gonzaga
Apesar da parceria feita, o Ferroviário não atingiu as expectativas previstas para o clube, fazendo campanhas abaixo do esperado, com péssimo aproveitamento de rendimento e com problemas relacionado as obras de reforma do estádio municipal Tenente Luiz Gonzaga, após duas temporadas, ambas as partes resolveram encerrar a parceria firmada com o Grupo Tribus (empresa de Jackson Medeiros), voltando para Cabo de Santo Agostinho.
Apesar do retorno à Cabo de Santo Agostinho, o Ferroviário do Cabo continuou a fazer campanhas abaixo da média. Em 2023, o clube teve a sua pior campanha da segundona tendo o pior aproveitamento na competição que tinha 12 clubes participantes, conquistando apenas uma vitória em 11 jogos, perdendo 8 e empatando 5, com um aproveitamento de 15% e sendo rebaixado para a mais nova divisão estadual, a Série A3 em 2024.

## Símbolos

### Escudo e mascote

Escudo antigo

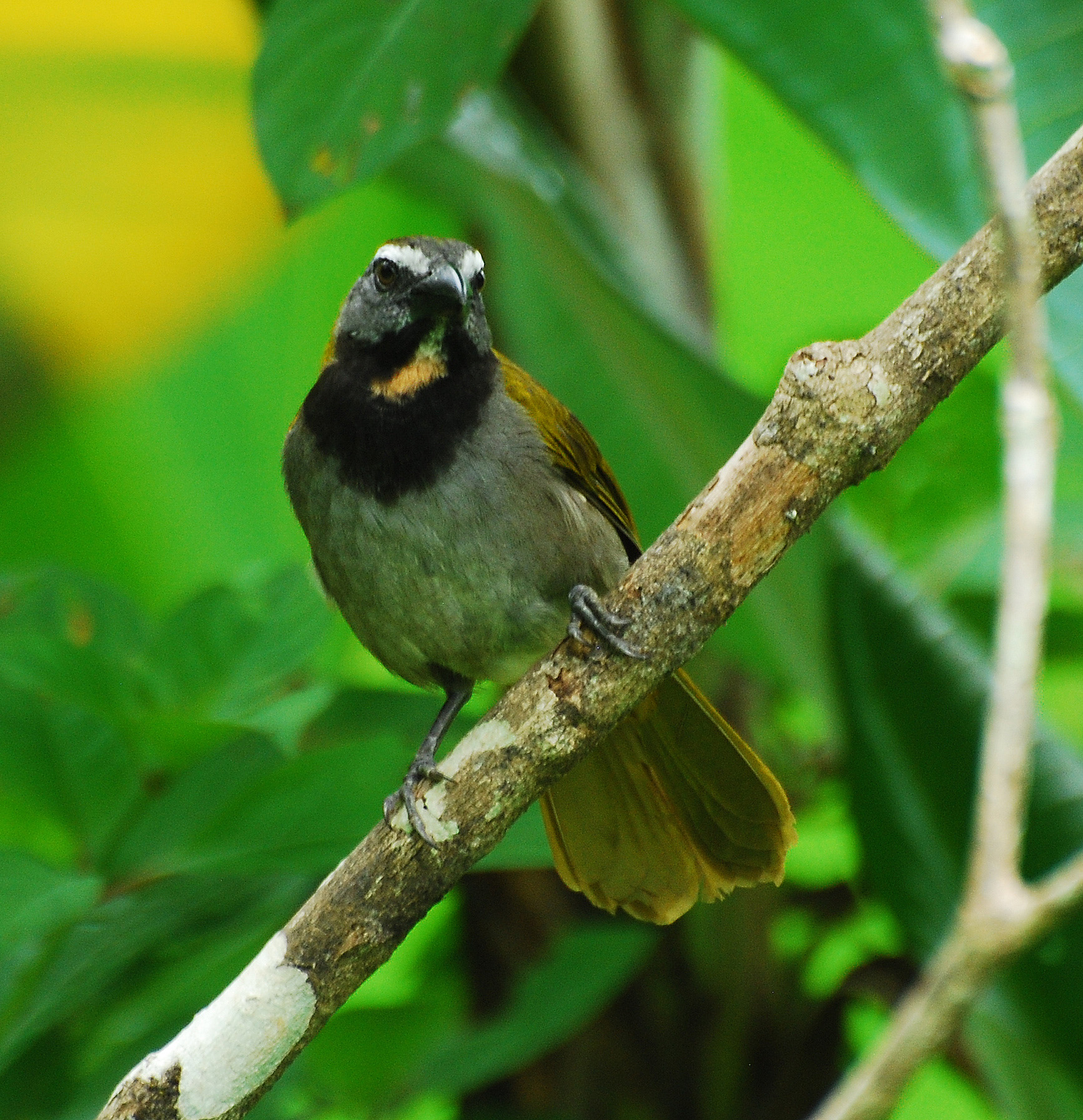
Trinca-ferro, mascote do Ferroviário.

Com um design minimalista e simples, o primeiro escudo do Ferroviário do Cabo tem inspiração em outro “Ferroviário” em Pernambuco, o Ferroviário do Recife. Possui as cores verde, branco e grená.
O Ferroviário tem como mascote o pássaro trinca-ferro.
O mascote surgiu após um Clássico Ca-Fé, válido pelo Campeonato Pernambucano da Série A2 de 2012 e vencido pela Cabense por 4x0, onde um torcedor ferroviarino, sentindo-se furioso pela derrota, tentava, sem sucesso, quebrar um dos corrimões de ferro da arquibancada do Estádio Gileno de Carli sendo, pouco depois, contido pela segurança do estádio.
O fato levou a própria torcida ferroviarina gritar nas sociais e arquibancadas: "Ah, é trinca ferro!".
Após este caso curioso, a torcida do Ferroviário, por perceber que o grito lembrava o nome do pássaro e que o clube não tinha mascote, adotou o animal como símbolo.

## Títulos
| Estaduais  | Estaduais                          | Estaduais | Estaduais                     |
|            | Competição                         | Títulos   | Temporadas                    |
| ---------- | ---------------------------------- | --------- | ----------------------------- |
|            | Campeonato Pernambucano - Série A3 | 1         | 2000                          |
| Municipais |                                    |           |                               |
|            | Competição                         | Títulos   | Temporadas                    |
|            | Campeonato Municipal do Cabo       | 5         | 1986, 1988, 1989, 1998 e 1999 |

## Estatísticas

### Participações
|  | Participações em 2025 |

| Competição | Competição                         | Temporadas | Melhor campanha | Estreia | Última | P | R |
| Pernambuco | Campeonato Pernambucano - Série A2 | 19         | Semifinal       | 2001    | 2023   | – | 1 |
| Pernambuco | Campeonato Pernambucano - Série A3 | 1          | Estreante       | 2025    | 2025   | – |   |